# Васил Виденов
Васил Виденов е български певец.
Роден е на 12 януари 1949 година в Кошарево, Брезнишко. През 1964 година участва заедно с брат си Игнат Виденов в радиоконкурса „Ало, младежи, търсим таланти“. През следващите години записва в дует с брат си, а по-късно и със съпругата си Валентина Деспотова няколко албума, миниалбума и сингъла, главно с македонски народни песни.